# Desaparición de Heather Elvis
Heather Elvis (nacida en el condado de Horry, Carolina del Sur; 30 de junio de 1993) era una joven estadounidense que desapareció el 17 de diciembre de 2013, después de haber tenido una cita con un hombre. Regresó a su domicilio en torno a la 1:15 de la madrugada, y media hora después llamó por teléfono a su compañera de cuarto, que se encontraba visitando a su familia, para decirle cómo había ido la cita. Aunque los registros telefónicos confirmaron que la llamada tuvo lugar, y que hubo actividad en el lapso de dos horas al término de la charla, no volvió a saberse más del paradero de Heather, desaparecida desde entonces.
Cuatro meses después de su desaparición, Sydney Moorer, con quien Heather había mantenido una turbulenta relación extramatrimonial aquel año, así como la mujer de este, Tammy, que era consciente de la relación que mantenía con la joven, fueron acusados de su asesinato, así como de cargos de obstrucción de la justicia y exposición indecente. La investigación también llevó a la pareja a ser acusada de fraude a Medicaid. Los cargos de asesinato y exposición indecente fueron retirados en 2016, pero Sidney fue condenado por el cargo de obstrucción al año siguiente. Dos hombres, uno de ellos pariente de Elvis, fueron acusados de obstruir la justicia en 2014 por publicar información engañosa en línea y realizar su propia investigación independiente. En octubre de 2018 Tammy volvió a ser condenada por los cargos originales.
A pesar de las condenas, muchos de los hechos del caso siguen estando en disputa, entre ellos el más clamoroso de acusación in absentia de homicidio sin aparición de cadáver. En mensajes de texto y publicaciones en las redes sociales, Tammy describió a Elvis como una acosadora obsesionada con su marido cuya atención a su esposo no la habría molestado si no se hubiera convertido en una amenaza física para la familia. Los amigos de Elvis sugirieron a su vez que Sidney le habría confesado en privado a Heather el querer continuar con dicha relación hasta el punto de dejar a su esposa, quien supuestamente llegó a esposarle una noche amenazándole y, según la familia de Sidney, abusando físicamente de él.

## Trasfondo
Heather Elvis, originaria del condado de Horry, en Carolina del Sur, se graduó en 2011 en el St. James High School de Murrells Inlet. Sus padres le permitieron, como su hija mayor, mudarse a su propio apartamento poco después en Carolina Forest, que compartió con una compañera de cuarto de otro estado. Trabajó como camarera en centros como Tilted Kilt, en Myrtle Beach, y House of Blues, en North Myrtle Beach, mientras estudiaba cosmetología.

### Relación con Sidney Moorer
En junio de 2013 Elvis reparó en Sidney Moorer, un contratista de 38 años y casado que reparaba los equipos de la cocina del restaurante en el que trabajaba. El 12 de junio tuiteó que tenía "un gusto por los hombres que son mayores". Su compañera de cuarto, Bri Warrelmann, que también era su compañera de trabajo, recordó que Elvis solía visitarla a ella en el trabajo. Casi un mes después ella expresó interés sexual en "el tipo que repara cosas en mi trabajo".
Amigos y compañeros de trabajo recordaron que Elvis también habló sobre la relación que estaba manteniendo con ellos. Moorer solía ir al restaurante cuando no estaba trabajando para entregarle café y bagels. Moorer consideró pedirle que trabajara como niñera de sus hijos si él y su esposa se mudaran a Florida como estaban considerando hacerlo. Moorer dijo que su aventura con Elvis se limitó principalmente a septiembre. A finales de ese mes, Elvis tuiteó que "Érase una vez un ángel y un demonio que se enamoraron. No terminó bien", una frase que se interpretó como referencia clara a que la relación de ambos había terminado. Poco después, la esposa de Moorer, Tammy, se enteró de la relación extramatrimonial de su marido.
Warrelmann dijo que Tammy hizo que Sidney llamara a Elvis y terminara la relación, mientras ella escuchaba. Sidney, dice, le dijo a Elvis que ella no era "nada para mí... solo alguien que separó las piernas". Warrellmann dijo que Sidney "básicamente destrozó a Heather como ser humano y la hizo sentir horrible consigo misma". Tammy, quien luego le dijo a una amiga que su esposo y Elvis habían limitado sus relaciones al sexo oral, también le envió diversos mensajes de texto e imágenes de ella y Sidney manteniendo relaciones.
Para asegurarse de que su esposo le permaneciera siendo fiel, Tammy lo esposó a la cama de matrimonio todas las noches, le cambió la contraseña de su teléfono a una que solo ella conocía y lo acompañaba cada vez que salía de la casa. El propio Sydney estuvo de acuerdo con todas estas restricciones para salvar su matrimonio. Más tarde también le hizo tatuarse su nombre sobre su entrepierna. Sin embargo, Tammy continuó contactando a Elvis, enviándole un mensaje de texto "Hola cariño, ¿estás lista para conocer a la SRA (acrónimo en español de MRS.)?".
Tammy también trató de conseguir que despidieran a Elvis de su trabajo, llamando al restaurante al que solía ir regularmente, donde trabajaba Heather, para decirles que no volvería a trabajar allí mientras Heather siguiera allí. En un momento, Sidney supuestamente logró comenzar a enviar mensajes de texto a Elvis nuevamente, diciéndole que su esposa no se había opuesto al asunto en sí, ya que ella también tenía un amante, sino a su mentira al respecto. Ella le preguntó cuándo recuperaría su teléfono, y él dijo que la relación había terminado. Ella estuvo de acuerdo, pero dijo que quería que Tammy dejara de acosarla con llamadas al trabajo. "Perdí horas hoy porque me enviaron a casa después de que ella seguía llamando", escribió.
Sin embargo, el 5 de noviembre, cuando Elvis vio por última vez a Sidney, retuiteó una broma del comediante Daniel Tosh que parecía estar haciendo referencia indirecta al asunto: "Hola amigos casados, puedes engañar a tu esposa O asesinarla. Nunca ambos. Te atrapan". Ese parecía ser el final de las comunicaciones entre Elvis y los Moore. La pareja, y sus dos hijos, salieron de Carolina del Sur para conducir a Disneylandia para unas vacaciones el 19 de noviembre. Regresaron el 11 de diciembre.

## Desaparición
En diciembre, Heather, según sus amigos y familiares, se estaba recuperando del asunto. Había conseguido un nuevo trabajo en un salón de belleza en Myrtle Beach, y decidió, junto con Warrelmann, comenzar a asistir a la iglesia regularmente. Sin embargo, había engordado, y sus compañeros de trabajo en el restaurante observaron que sus uniformes habían subido tres tallas de sujetador. A Elvis le preocupaba que hubiera quedado embarazada, posiblemente por Sidney. Su gerente en Tilted Kilt dijo que se había hecho una prueba de embarazo y que esta dio "negativo".
En la noche del 17 de diciembre, tuvo una primera cita con otro hombre, Steven Schiraldi. En una cita que podía haber sido como otras tantas primeras, Schiraldi la llevó al estacionamiento del centro comercial Inlet Square, donde le enseñó a conducir su vehículo. Corroboración de aquel hecho está en las fotos que Heather envió de sí misma usando el volante a su padre y Warrelmann.
Schiraldi dejó a Elvis en su departamento de Carolina Forest alrededor de la 1:15 de la mañana. Fue la última persona conocida que la ha visto. Veinte minutos después, se realizó una llamada desde un teléfono público al móvil de Elvis. Duró cinco minutos. Poco después, Elvis llamó a Warrelmann, que estaba fuera del estado visitando a su familia durante las vacaciones. Elvis dijo que Sidney había llamado, diciéndole que planeaba dejar a su esposa y le pedía que se encontrara con él. Warrelmann, quien describió a su compañera de cuarto como "histérica" durante la conversación, le aconsejó que no lo hiciera. Tras dos minutos, la llamada finalizó. El paradero de Elvis no se ha establecido de manera concluyente más allá de la 1:45 de la madrugada del 18 de diciembre.

## Investigación
24 horas después de los últimos hechos conocidos en la línea del tiempo de Heather, en la noche del 19 de diciembre, se encontró el Dodge Intrepid verde de 2001 de Elvis, estacionado en la grada de Peachtree Landing, que se extendía a lo largo del río Waccamaw en Socastee, a unos 13 kilómetros de su domicilio. Se encontraba cerrado. Cuando pudo ser abierto, no se hallaron ni el teléfono móvil ni las llaves del vehículo ni la cartera de Elvis. Las llamadas a su teléfono no fueron respondidas, y no había sido localizada ni en su casa ni en ninguno de sus trabajos.
La policía del condado de Horry comenzó una investigación como persona desaparecida; Schiraldi, la última persona conocida por haber visto a Elvis, fue rápidamente dejado fuera del caso al no ser sospechoso. El día después de que se encontrara el automóvil, una búsqueda en el área alrededor del embarcadero no encontró signos de Elvis; las búsquedas posteriores del lecho del río hasta la bahía de Winyah por un equipo de buzos de rescate de la Universidad de la Costa de Carolina fueron igualmente infructuosas. Más tarde se descubrió que un conjunto de huesos descubiertos en otra área cercana alrededor del día de Año Nuevo pertenecía a un hombre.

### Grabaciones telefónicas
Los investigadores pudieron obtener los registros telefónicos de Elvis, que mostraron una actividad considerable en las dos horas posteriores a la conversación que mantuvo con Warrelmann, aunque no pueden decir si Elvis fue quien lo estaba usando. El programa Ping mostró que a las 2:30 de la mañana, el móvil de Heather había recibido una llamada entrante procedente de una cabina pública. Posteriormente, el rastreo del móvil dejó ver que Heather estuvo cerca de quince minutos en la zona del Longbeard's Bar and Grill, en otra parte de Carolina Forest.
Posteriormente el rastreo lo llevó hasta Augusta Plantation Drive, para más tarde regresar a Longbeard's por otros quince minutos. Al final de ese período de tiempo, se realizó una llamada al teléfono móvil de Sidney, que no fue respondida. El teléfono parecía estar en movimiento, lo que sugiere que había salido de Longbeard. A los cinco minutos estaba de vuelta en el apartamento de Elvis, y permaneció allí durante otros cinco minutos. Durante ese tiempo se volvió a llamar al teléfono de Sidney, ubicándose dicha conversación, que duró cuatro minutos. desde su domicilio.
A las 3:37 de la madrugada, aproximadamente ocho minutos después de que finalizase la llamada, el teléfono se mueve hasta la grada de Peachtree. Un minuto después, se hacen tres intentos para llamar al teléfono de Sidney en un lapso de dos minutos, todas ellas sin respuesta. Vuelve a producirse un nuevo intento, esta vez a las 3:41, con idéntico resultado. Un minuto y medio después, los registros de datos del teléfono de Elvis terminan. Su ubicación sólo podía identificarse como en algún lugar del refugio nacional de vida silvestre de Waccamaw.
También se examinaron los registros telefónicos de Tammy y Sidney. No hubo comunicación entre los dos a través de esos teléfonos desde el 2 de noviembre, el día que Sidney testificaría más tarde que entregó su teléfono a Tammy como condición para permanecer casados, hasta las 4:37 de la madrugada del 18 de diciembre, cuando ella le envió un mensaje de texto pidiéndole "las pegatinas de la olla y el zumo de naranja". "Sí, señora", respondió inmediatamente después.

### Cámaras de seguridad
La policía encontró pruebas de vídeo que vinculaban aún más a Sidney Moorer con las actividades de Elvis en las primeras horas del 18 de diciembre. Las cámaras de seguridad en un Walmart de Myrtle Beach mostraron que a la 1:12 de aquella noche, entraba la tienda. Siete minutos después, tras realizar una compra de cigarros y una prueba de embarazo, sale del establecimiento. Imágenes de una estación de servicio Kangaroo en Joe White Avenue mostraron a Sidney haciendo la llamada desde el teléfono público al otro lado de la calle al celular de Elvis a las 1:35 de la madrugada.
Los investigadores también revisaron imágenes de cámaras de seguridad privadas a lo largo de las 5 km entre la casa de los Moorer y Peachtree Landing. Dos de ellas, una en una casa a medio camino a lo largo de la ruta y otra más cerca del rellano, mostraron una camioneta Ford F-150 oscura que pasaba, en dirección al rellano, a las 3:36 y 3:39 a. m., respectivamente. A las 3:45 y 3:46 a. m., el vehículo regresa yendo en la dirección opuesta. Su matrícula no es visible; sin embargo, después del análisis y la mejora del vídeo por parte de la unidad de investigación de accidentes de la Patrulla de Carreteras de Carolina del Sur y el FBI, se determinó que era Sydney quien la conducía.

## Arresto y cargos
Los dos primeros arrestos relacionados con el caso no fueron los Moore, ni nadie más sospechoso de estar involucrado en la desaparición de Elvis. El 28 de enero de 2014, William Christopher Barrett y Garrett Ryan Starnes fueron arrestados y acusados de obstrucción de la justicia. La policía dijo que ambos habían publicado información en las redes sociales sobre el caso que era falsa o engañosa, y que los investigadores habían perdido el tiempo desviándose del caso cuando lo investigaron. Ambos fueron liberados poco después. El cargo contra Starnes fue desestimado en abril, cuando el oficial acusador se perdió la audiencia preliminar porque creía erróneamente que el caso había continuado. Starnes fue acusado del cargo en julio.
Dos veces durante febrero, Sidney Moorer le dijo a la policía que la gente le había disparado o blandido armas mientras conducía en las carreteras locales con su familia debido a la publicidad sobre su posible papel en la desaparición. En el incidente anterior, los alguaciles adjuntos del condado de Georgetown que se hicieron cargo de dichas amenazas no vieron signos de que su camioneta hubiera sido golpeada o dañada, a pesar de la afirmación de Sidney de que había escuchado que algunos proyectiles sí golpearon. Posteriormente afirmó que, además de esos incidentes, lo habían seguido y recibido amenazas contra él y su hogar, y las mascotas de la familia habían sido asesinadas y mutiladas. Más tarde, Sidney colocó carteles fuera de la casa familiar lamentando las amenazas y el impacto que habían tenido en sus hijos, a quienes algunos de ellos, dijo, se habían dirigido por su nombre.
El 21 de febrero, la policía cerró la sección de la autopista 814 de Carolina del Sur al lado de la casa de Moorer para ejecutar una orden de allanamiento de la propiedad. Después de 11 horas en que las fuerzas del orden registraron minuciosamente, los Moorer fueron arrestados en su casa y acusados de asesinato, secuestro, obstrucción de la justicia y dos cargos de exposición indecente. El último cargo fue el resultado de imágenes sexualmente explícitas encontradas en sus teléfonos que se determinó que se tomaron en lugares públicos. Los cargos de obstrucción contra Sidney se especificaron más tarde como resultado de su negativa temprana de su uso del teléfono público, un reclamo que, según los informes, se retractó solo cuando se enfrentó a las imágenes de la cámara de seguridad de la estación de servicio que lo mostraban haciendo la llamada. En una conferencia de prensa anunciando los arrestos, la policía no entró en detalles sobre qué evidencia apoyaba los cargos de asesinato y secuestro.
Un mes después de los arrestos, el tribunal impuso una orden de silencio a todos los participantes en el caso. Los investigadores también anunciaron que más tarde presentarían cargos adicionales no relacionados con el caso de Elvis que en cambio involucraban "discrepancias financieras presentadas ante el Estado de Carolina del Sur en nombre de los ocupantes de la residencia". En junio, estos cargos se presentaron formalmente en relación con un fraude cometido contra el sistema público de sanidad del Medicaid.
A raíz de los arrestos, los Moorer obtuvieron un fuerte apoyo en las redes sociales. Tammy y Sidney habían menospreciado a Elvis como acosador de antemano en varios sitios, particularmente en sus páginas de Facebook, sugiriendo que la policía los había incriminado y protegía a los verdaderos asesinos. La familia Elvis trató de defenderse de tales acusaciones, pero se sintió abrumada.
A principios de 2015, la pareja fue liberada de la cárcel, donde habían estado detenidos durante los 11 meses anteriores, luego de que un juez aceptara la casa de la madre de Tammy como garantía suficiente para garantizar la fianza de 100.000 por los cargos de asesinato. En la audiencia de fianza, los fiscales dijeron a la corte que todavía no tenían evidencias directas que vinculasen a la pareja con la desaparición de Elvis. La familia de la joven argumentó en contra de la liberación, alegando que habían recibido amenazas de la familia Moorer y sus partidarios, por lo que el tribunal exigió a Sidney y Tammy que aceptaran el monitoreo por GPS de su paradero, para mantenerse alejados a un mínimo de 5 millas (8 km.) de distancia de la familia Elvis en casa en todo momento y para evitar interactuar con cualquiera de ellos en Facebook u otras redes sociales.
Debido a las continuas amenazas contra Sidney y Tammy y sus dificultades para encontrar trabajo en el condado de Horry, en septiembre el tribunal permitió a los Moorer mudarse a Florida, donde Sidney había encontrado trabajo, mientras el caso aún estaba pendiente. Se les exigió que siguieran cumpliendo sus condiciones de libertad bajo fianza y renunciaran a la extradición de Florida en caso de que las violaran.
En marzo de 2016, los fiscales retiraron los cargos de asesinato contra Sidney y Tammy, sin perjuicio, lo que significa que podrían ser reintegrados más tarde si el estado decidiera hacerlo. Los cargos de exposición indecente también se retiraron, junto con el cargo de obstrucción contra Tammy. Los cargos relacionados con el presunto fraude de Medicaid también se mantuvieron. Los Elvis dijeron que, si bien estaban decepcionados, entendieron que los fiscales tenían que tomar decisiones como esa y esperaban que más investigaciones y juicios sobre los cargos pendientes eventualmente los llevaría a descubrir lo que le había sucedido a Heather.

## Consecuencias del juicio
Se desarrollaron tres escenarios relacionados con el caso tras iniciarse el juicio contra el matrimonio Moorer.

### Juicio nulo
En junio de 2016, el primer juicio en relación con la desaparición de Elvis, el jurado debatió sobre la posibilidad de que Sidney hubiera secuestrado a la joven. Durante los siguientes cuatro días, el estado presentó su caso al tribunal. Los compañeros de trabajo de Elvis declararon que ella había tenido una aventura amorosa con Sidney y ella y creyeron que había quedado embarazada como resultado. Los especialistas legales documentaron los registros telefónicos y de vídeo que los fiscales argumentaron que conectaban a Sidney con Elvis la noche que desapareció. Los miembros del jurado también fueron llevados a ver tanto Peachtree Landing como la casa de los Moorer.
En el último día del juicio se tomó declaración a Warrelmann, compañera de piso y amiga de Heather. Describió la relación entre su compañera de cuarto y Sidney con mayor detalle y se molestó al recordar su última conversación con Elvis. En el interrogatorio, la defensa le preguntó acerca de ciertos problemas familiares y personales que había tenido Elvis tanto con su familia como con un exnovio suyo, anterior a la relación con Sidney, y quien, según los informes, había tenido una relación tóxica. Después de que el juez rechazase la moción de la defensa para un veredicto dirigido de no culpable, el abogado de Sidney, Kirk Truslow, presentó su argumento final ante el jurado de que el caso contra su cliente era completamente circunstancial y solo había demostrado que Sidney y Elvis habían tenido un affaire.
Después de deliberar durante siete horas, el jurado informó al juez que estaban divididos irreconciliablemente. Diez de ellos querían condenar, pero dos no. Ante la imposibilidad de un veredicto unánime, el juez declaró un juicio nulo. En el segundo día del juicio, Sidney habló con un medio de comunicación sobre el caso. Después del juicio, el juez lo encontró en desacato a la corte por violar la orden de silencio y lo sentenció a cinco meses en la cárcel. Fue puesto en libertad después de dos meses debido a buen comportamiento. Al ser liberado, habló nuevamente con los medios de comunicación, diciendo que sentía que el jurado del juicio no había sido imparcial y que todo el caso equivalía a un "enjuiciamiento malicioso".

### Obstrucción a la justicia
Los procedimientos judiciales relacionados con el caso se reanudaron más de un año después. A finales de julio de 2017, se celebró una audiencia para determinar si Tammy había violado la orden de silencio y si debería ser acusada de desacato al tribunal. Ni las circunstancias que requerían la audiencia, ni su disposición, se hicieron públicas. Sidney fue juzgado por el cargo de obstrucción.
El caso nuevamente se centró en los registros del teléfono móvil y las cámaras de la madrugada en que Elvis desapareció, ya que la fiscalía intentó demostrarle al jurado que la negación inicial de Sidney de que había hecho la llamada telefónica a Elvis, solo para admitirlo cuando se enfrentó a la evidencia del vídeo, obstaculizó el progreso de la investigación. Un primo de Tammy también testificó que, en algún momento después de la desaparición, Sidney le mostró algo en su teléfono que indicaba que sabía más de lo que le había dicho a la policía en ese momento, pero no dio detalles en la corte sobre lo que Sidney tenía.
Tres días después, Sidney fue condenado. El juez lo sentenció a 10 años de prisión, el máximo por el delito, con crédito por casi un año cumplido más de un año antes. Fue recluido en la institución correccional Lee Correctional Institution. Su abogado dijo que apelaría, ya que el delito es en gran medida una cuestión de derecho común en Carolina del Sur en lugar de estar legalmente definido, sintió que era tan vago y demasiado amplio como para ser inconstitucional cuando se aplicaba a su cliente por dicho caso. "También creo que es obvio que mucho más del juicio tuvo que ver con las acusaciones subyacentes", añadió. Si bien Sidney había mentido a la policía, afirmó que no obstaculizaba seriamente su investigación, y acusó a los fiscales de "solo tratar de encerrar a alguien".
En abril de 2018, un gran jurado acusó a Sidney y Tammy de un cargo de conspiración por secuestro. Los fiscales no dieron detalles sobre los detalles de los cargos, citando la orden de silencio permanente, pero los comentaristas creyeron que la acusación, y especialmente el cargo adicional, sugirieron que se había encontrado nueva evidencia o que uno de ellos había aceptado testificar contra el otro.

### Secuestro y ocultación
En octubre de 2018, casi cinco años después de la desaparición de Elvis, Tammy Moorer fue procesada por los cargos, llamando la atención de los medios nacionales. Además de la evidencia documental que se había presentado en el juicio de Sidney, la fiscalía presentó los mensajes de texto amenazantes que le había enviado a Elvis para respaldar la teoría del estado de que Tammy había sido conducida a una furia celosa cuando supo que Elvis podría estar embarazada, dándole un motivo para dañar a Elvis. Poco después de la desaparición, había llamado a Elvis "puta psicópata" en una publicación de Facebook y sugirió que había sido la propia Heather la que la había estado acosando a ella y a sus hijos. La madre de Sidney testificó que unos días después de enterarse del asunto, Tammy golpeó severamente a su esposo. También le presentaron a su amante, lo que provocó que la defensa se moviera por un juicio nulo, ya que, argumentaron, eran tan perjudiciales para el personaje de Tammy que un jurado podría ser movido para condenarla a pesar de lo que consideraban de relevancia mínima para los cargos que enfrentó.
En esa tesitura, en el juicio también sobrevoló la idea de tirar por la vía del amante de la propia Tammy, lo que hubiera agravado la situación de ambas defensas. En una entrevista policial para el jurado, ella afirmó haber tenido un matrimonio abierto. Cuando ella misma tomó la posición más adelante en el juicio, dijo que había tenido una "conversación agradable" con Elvis el mes anterior a su desaparición y resolvió cualquier problema que los dos tuvieran.
Sin embargo, el detective que la entrevistó recordó que Tammy había caracterizado la relación de Sidney con Elvis como intrascendente. Le mostró a Tammy una llave de la habitación de hotel que se encontraba en el vehículo de Elvis, así como un recibo que indicaba que Sidney había pagado por la habitación, lo que sugería que había sido algo más grave. Después de que los fiscales mencionaron esto en el interrogatorio, además de obtener de Tammy una admisión de que ella y Sidney estaban legalmente separados. Los abogados de Tammy respondieron que su única respuesta al enterarse de que el enlace de Sidney con Elvis había incluido una estadía en una habitación de hotel fue tomar una fotografía del recibo con su teléfono.
La defensa de Tammy tuvo que cambiar su presentación antes de presentar testigos después de que cinco de ellos, sus hijos, su madre y otro que no habían sido identificados, fueron acusados de violar la orden de silencio que les prohibía ver la cobertura en vivo del juicio. Un alguacil adjunto testificó en una audiencia que los había visto mirándolo en un ordenador portátil mientras esperaban para testificar. Aunque el hijo de los Moorer lo negó, el juez dictaminó que había sido así, por lo que prohibió a la defensa presentarlos. Después de un receso, la defensa comenzó su caso con la hermana de Tammy, Ashley Caison, quien discutió varios aspectos del caso de enjuiciamiento.
Caison testificó que Sidney se había hecho el tatuaje en enero de 2012, mucho antes de conocer a Elvis, y que ella podía probarlo con mensajes de texto entre ella y la esposa del tatuador. También dijo que Tammy no esposó a Sidney a la cama, solo que les gustaba usar las esposas para jugar roles sexuales en la temática BDSM, y que era recíproco. En el interrogatorio, la fiscalía la confrontó con su entrevista policial, donde ella había dicho lo contrario.
En el estrado, Tammy arrojó más dudas sobre el reclamo de esposas, diciendo que la pareja en ese momento dormía en una cama más pequeña y no había forma de que alguien pudiera ser esposado. Si bien inicialmente se había enojado cuando se enteró del asunto de su esposo, lo superó en unos días y lo pasó después de regresar del viaje a Disneylandia. La noche de la desaparición de Elvis, dijo, ella y Sidney habían salido para tener sexo en su camioneta y comprar la prueba de embarazo, ya que habían estado tratando de tener otro hijo y ella había abortado. La prueba resultó negativa. Después de regresar a la casa a las 3:10 de la madrugada, no se fue a la cama ya que todavía tenía trabajo que hacer en la casa después de regresar de unas largas vacaciones. Sin embargo, ella dijo que poco después había sido Sidney quien atendió la llamada de Elvis en su teléfono, pero se quedó en casa después de eso.
Los abogados reiteraron sus temas en sus argumentos finales. El fiscal, basándose en el amor de los Moorer por las películas y parques de Disney, comparó al acusado con la Reina Malvada en Blancanieves y los siete enanitos: "Cuando se mezclan los celos, el engaño y solo una mujer enloquecida y tan preocupada por el robo de [Elvis] su esposo, es cuando suceden cosas antinaturales". A su vez, el abogado de Tammy planteó dudas razonables, sugiriendo que no había forma de que los Moorer pudieran haber hecho desaparecer a Elvis sin dejar rastro en los 55 minutos entre el final de la actividad de su teléfono móvil y el mensaje de texto de Tammy a su esposo sobre los tatuajes.
Tras once días de juicio, el jurado condenó a Tammy por ambos cargos después de cuatro horas de deliberaciones. Fue sentenciada a 30 años por cada una, para correr simultáneamente, con crédito por el tiempo cumplido. Poco después, dijo que apelaría el veredicto, ya que se basaba enteramente en evidencia circunstancial, con diferentes abogados que la representaban, ya que sentía que sus abogados litigantes lo habían hecho de manera insuficiente. Al día siguiente de terminar el juicio, Terry Elvis, el padre de Heather, compareció ante el tribunal para enfrentar un cargo de desacato. Uno de los abogados de Tammy, Casey Moore, alegó que el primer día del juicio, Terry le había gritado obscenidades e insultos cuando se reunieron en el baño, violando la orden judicial de no tener ningún contacto verbal con los Moorer o sus abogados. A través de su propio abogado, Terry admitió el contacto pero negó haber sido verbalmente abusivo. Insistió en su defensa que Moorer había usado el baño al costado del juzgado que los Elvis debían usar. El tribunal lo declaró culpable y le impuso una multa de 400 dólares, coste que tendría que pagar a pesar de que la familia Elvis sintió que el cargo estaba equivocado, ya que el caso había durado tanto tiempo.